# Hamilton (Texas)
Hamilton ist eine Stadt und der Sitz der Countyverwaltung des Hamilton Countys im US-Bundesstaat Texas in den Vereinigten Staaten. Das U.S. Census Bureau hat bei der Volkszählung 2020 eine Einwohnerzahl von 2895 ermittelt.

## Geographie
Die 7,5 km² große Stadt liegt etwas östlich des geografischen Zentrums von Texas an der Zusammenführung des U.S. Highway 281 mit den Highways 22 und 36 sowie den Farm Roads 218 und 932 im Zentrum des Countys.

## Geschichte
Der Ort wurde 1858 gegründet und benannt nach James Hamilton, einem Gouverneur von South Carolina. Drei Jahre später wurde das erste Postbüro eingerichtet und 1873 war die Einwohnerzahl auf 200 gestiegen.

## Demografische Daten
Nach der Volkszählung im Jahr 2000 lebten hier 2.977 Menschen in 1.227 Haushalten und 779 Familien. Die Bevölkerungsdichte betrug 406,2 Einwohner pro km². Ethnisch betrachtet setzte sich die Bevölkerung zusammen aus 95,13 % weißer Bevölkerung, 0,07 % Afroamerikanern, 0,17 % amerikanischen Ureinwohnern, 0,34 % Asiaten, 0,00 % Bewohnern aus dem pazifischen Inselraum und 3,29 % aus anderen ethnischen Gruppen. Etwa 1,01 % waren gemischter Abstammung und 6,75 % der Bevölkerung waren spanischer oder lateinamerikanischer Abstammung.
Von den 1.227 Haushalten hatten 28,6 % Kinder unter 18 Jahre, die im Haushalt lebten. 49,7 % davon waren verheiratete, zusammenlebende Paare. 10,4 % waren allein erziehende Mütter und 36,5 % waren keine Familien. 34,2 % aller Haushalte waren Singlehaushalte und in 21,2 % lebten Menschen, die 65 Jahre oder älter waren. Die Durchschnittshaushaltsgröße betrug 2,33 und die durchschnittliche Größe einer Familie belief sich auf 3,00 Personen.
25,8 % der Bevölkerung waren unter 18 Jahre alt, 6,3 % von 18 bis 24, 23,5 % von 25 bis 44, 20,8 % von 45 bis 64, und 23,6 % die 65 Jahre oder älter waren. Das Durchschnittsalter war 41 Jahre. Auf 100 weibliche Personen aller Altersgruppen kamen 85,3 männliche Personen. Auf 100 Frauen im Alter von 18 Jahren und darüber kamen 77,7 Männer.

Das jährliche Durchschnittseinkommen eines Haushalts betrug 26.585 USD, das Durchschnittseinkommen einer Familie 38.702 USD. Männer hatten ein Durchschnittseinkommen von 27.074 USD gegenüber den Frauen mit 17.500 USD. Das Prokopfeinkommen betrug 15.012 USD. 15,9 % der Bevölkerung und 12,2 % der Familien lebten unterhalb der Armutsgrenze. Davon waren 23,0 % Kinder und Jugendliche unter 18 Jahren und 16,1 % waren 65 oder älter.